# タット・ディック
狄易達（タット・ディック、Tat Dik、1988年12月21日 - ）は、香港生まれの歌手である。本名は廖成達。身長172cm、体重56kg、いて座。スターJ&スナッズ・エンターテインメント・グループ所属。

## 歌曲

### ソロ曲
- Just Go
- Just Go（霹靂舞士Remix）
- Miss H.K.（Featuring MC Gold Mountain）
- 門匙（第20回 CASH 流行曲創作大会 参加楽曲）
- 逃避現実
- 霹靂干戈
- 霹靂干戈（Wants To Move Mix）
- 上班一族之你咪妒忌我（児童ミュージカル「愛心麺包」挿入歌）
- 一天一粒糖

### 合唱曲
- 義出必行
- 一種快楽 一種苦（賈曉晨と共に合唱）
- 全宇宙過聖誕（SNAZZ所属アーティストによる合唱）
- 聖誕新年Family（SNAZZ所属アーティストによる合唱）
- 衝出世界（2009年東アジア競技大会主題歌）（数々アーティスト合唱）

### アルバム
- Just Go（2008年11月21日）

### コンサート
- EO2 Ladies' Nite Live 2008コンサート（ゲスト）

## 出演作品

### テレビ番組
- 「鉄甲無敵奨門人 - 奨門人200集超級派対」（2008年）
- 「TVB Live House』（2008年）
- 「第20回CASH流行曲創作大賞」（2008年）
- 「VTC理想前程有say有way」（2008年）
- 「名人飯局」（2008年）
- 「大龍鳳茶楼」（2008年）
- 「翡翠歌星賀台慶」（2008年）
- 「娯楽直播」（2008年）
- 「筋肉擂台」（2008年）
- 「勁歌金曲」（2008年）
- 「慈善星輝仁済夜」（2009年）
- 「福星高歌迎金牛」（2009年）

### 広告
- Sony Ericsson 携帯電話（2006年）
- 集美郵輪（テレビ広告、2008年）